# Fetonte
Fetonte (in greco antico: Φαέθων?, Phaéthōn) è un personaggio della mitologia greca. 

## Genealogia
Figlio di Helios e dell'oceanina Climene o della dea Rodo oppure di Prote. 

Igino scrive che sia figlio di Climeno e Merope. Per Ovidio è figlio del Sole, identificato con Febo Apollo.

## Mitologia

### La versione di Ovidio
Era il figlio del sole (Febo Apollo) e fu sfidato dal coetaneo Epafo sul fatto di poter provare la sua divina discendenza e così, ottenute le rassicurazioni dalla madre, si recò verso l'estremo Est per incontrare il padre. 

Dal padre ottenne la promessa che il dio avrebbe fatto qualsiasi cosa pur di dimostrare di essere suo padre e così Fetonte ottenne il permesso di guidare il carro solare per un giorno. 

Giovane e avventato però, si dimostrò inesperto nel gestire le redini e tenere a bada i cavalli di Apollo e così perse il controllo ed il carro si avvicinò troppo alla Terra asciugandone i fiumi, bruciando le foreste e incendiando il suolo, che in Africa divenne deserto e la pelle degli etiopi si colorò di nero.

Zeus, sconvolto dalla distruzione, colpì il carro con un fulmine e fece cadere Fetonte nelle acque del fiume Eridano, dove annegò e fu compianto dalle sorelle Eliadi che dalla disperazione si trasformarono in pioppi e le loro lacrime si trasformarono in ambra.

### L'infanzia di Fetonte

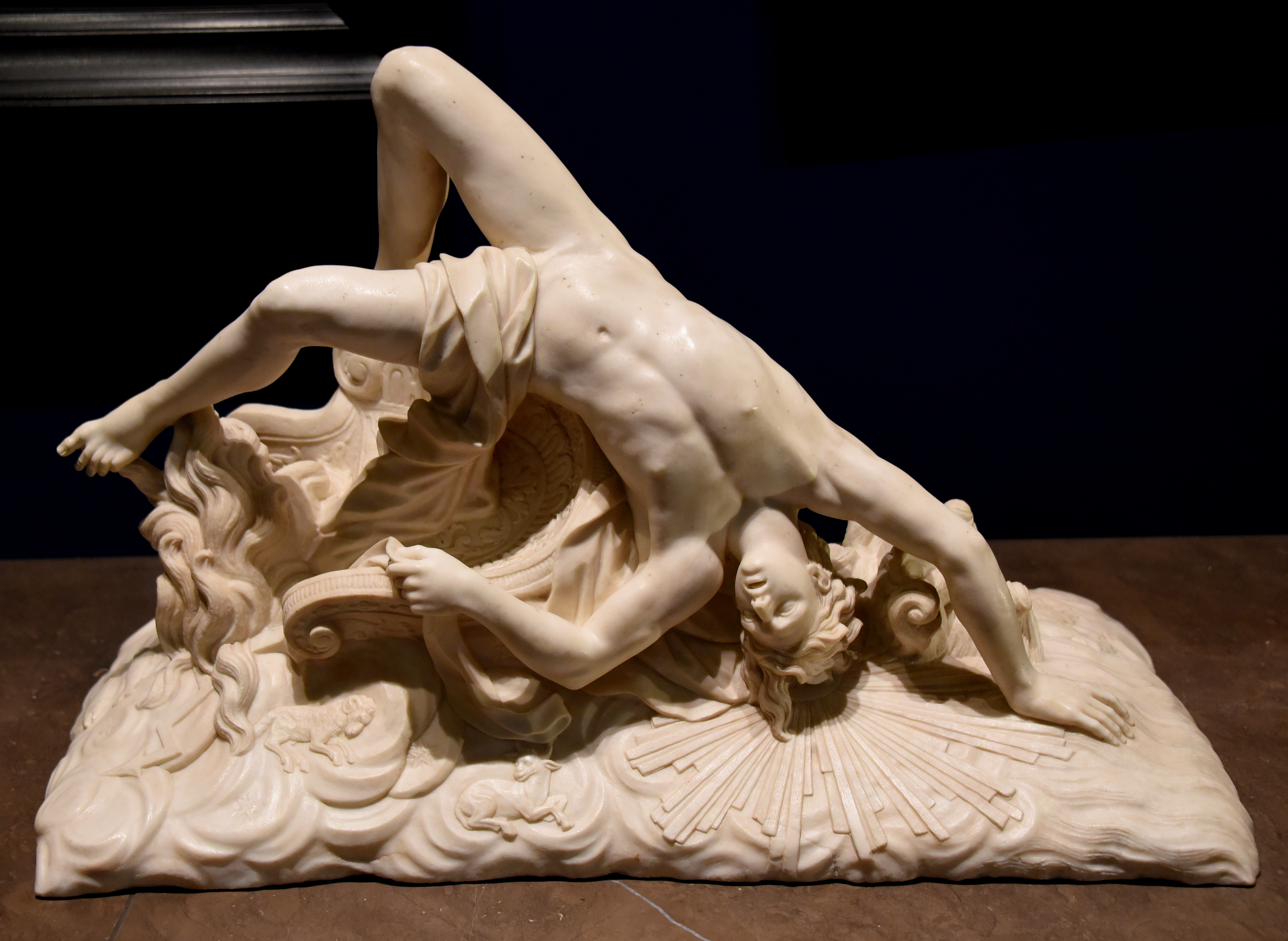
La caduta di Fetonte di Dominique Lefevre

Meno nota nel mito è l'opera di Nonno di Panopoli che racconta la vita di Fetonte prima dell'episodio del carro solare e dove, ancora infante e giocando con Oceano, fu lanciato più volte in cielo ed in seguito ripreso e fino a quando il bambino non evitò la mano per cadere nelle acque scure a mo' di presagio della sua futura fine. 
 
Da giovane giocò nella Trinacria (l'antica Sicilia) imitando i gesti del padre e fino a costruirsi un'imitazione del carro solare ed a chiedere al padre in seguito di poter salire su quello reale. 

Fetonte pianse di fronte al rifiuto e così riuscì ad impietosire il padre e ad ottenere dapprima le spiegazioni sul suo utilizzo ed in seguito le vesti e l'elmo del padre, mentre Eosforo gli imbrigliò i cavalli e li attaccò al carro infuocato. 
La versione di Igino continua descrivendo la partenza di Fetonte, la sua incapacità di tenere le redini per dirigere i cavalli, i tentativi del padre (che non salì con il figlio sul carro) di dargli nuove istruzioni, la descrizione dello scompiglio portato da Fetonte nei cieli ed in terra e l'intervento finale di Zeus con il suo fulmine.

### Particolari aggiunti in altre versioni

La caduta di Fetonte di Peter Paul Rubens

Secondo Apollonio Rodio, il corpo di Fetonte continuò a fumare e ad emanare nuvole di vapore anche quando gli Argonauti giunsero presso il fiume Eridano.
Secondo Diodoro Siculo, quando Fetonte non fu in grado di tenere le redini ed il carro del Sole cambiò il percorso abituale, prima di avvicinarsi alla terra attraversò i cieli, incendiandoli e formando la Via Lattea. 
Secondo Igino, l'Eridano corrisponde al fiume Po mentre Eschilo scrisse che il luogo della caduta di Fetonte fu l'Iveria.
Secondo Clemente Alessandrino questo evento fu contemporaneo del regno di Crotopo e del diluvio di Deucalione e Pirra.
Secondo Nonno di Panopoli i Celti dell'Occidente conoscono la storia della caduta di Fetonte e dei pianti delle Eliadi.
Ovidio infine, aggiunge che il re ligure Cicno dopo che Fetonte precipitò nell'Eridano, si sedette accanto al fiume e pianse la sua morte.

### Italianizzazione del mito
Oltre ai numerosi riferimenti con cui l'Eridano sia il fiume Po (secondo questa tesi il luogo della caduta di Fetonte sarebbe situato nei pressi di Crespino, in provincia di Rovigo) già descritto dai mitografi sopraelencati, esiste una fonte che dice che Fetonte precipitò alle pendici dei Colli Euganei e che lo collega al culto locale della divinità veneta Aponus.